# Francesco Cescato
Francesco Cescato (Rivai, 12 settembre 1917 – Russia, 1º gennaio 1943) è stato un militare italiano insignito della medaglia d'oro al valor militare alla memoria nel corso della seconda guerra mondiale.

## Biografia
Nacque a Rivai di Arsiè, provincia di Belluno, il 12 settembre 1917, figlio di Giovanni e Anna Cescato. 
Chiamato a prestare servizio militare di leva nel Regio Esercito nel maggio 1938, fu assegnato al battaglione alpini "Cividale" dell'8º Reggimento alpini, e nell'aprile dell'anno dopo partì mobilitato per l'Albania. Caporale maggiore comandante di una squadra fucilieri della 75ª Compagnia, dal 28 ottobre 1940 al gennaio 1941 si distinse sul fronte greco-albanese. Rientrato in Italia a causa di una malattia, raggiunse nuovamente il suo reparto schierato nei Balcani nel febbraio dell'anno successivo. Decorati di medaglia d'argento al valor militare, nel mese di agosto partiva con il suo reggimento, inquadrato nella 3ª Divisione alpina "Julia", per l'Unione Sovietica al seguito dell'ARMIR. Cadde in combattimento a Golubaja Kriniza, nel corso della seconda battaglia difensiva del Don, il 1 gennaio 1943, e venne successivamente insignito della medaglia d'oro al valor militare alla memoria.